# КК Спартак Плевен
КК Спартак Плевен (буг. БК Спартак Плевен) је бугарски кошаркашки клуб из Плевена. У сезони 2016/17. такмичи се у Кошаркашкој лиги Бугарске.

## Историја
Клуб је основан 1947. године. До сада је освојио три домаћа трофеја (два првенства и један куп).
У сезони 2009/10. такмичио се у регионалној Балканској лиги, али је елиминисан већ у групној фази.

## Успеси

### Национални
- Првенство Бугарске:
  - Првак (2): 1995, 1996.
  - Вицепрвак (1): 1989.

- Куп Бугарске:
  - Победник (1): 1996.
  - Финалиста (2): 1994, 1995.